# Rete 4
Rete 4 (Retequattro) je italský televizní kanál patřící do skupiny Mediaset.
Kanál vznikl v roce 1983 a od května 2009 vysílá po celé Itálii jen v digitální sítí DVB-T a na satelitu Hot Bird. Rete 4 je retro kanál který se zaměřuje na starší filmy a seriály. Kanál je výjimečný v tom, že na něm běží nepřetržitě nejdelší soap opera v Itálii a to od roku 1984 s názvem Sentieri (Cesty). Seriál běží každý všední den v podvečer.
Programové schéma je určen především ženám a divákům starších 40 let.
Program skoro vůbec nevysílá vlastní zábavné pořady či vlastní seriály, ale především filmy a seriály zahraniční (především evropské) produkce hlavně 80 a 90 let, ale i novější filmy a seriály které nemají své místo na ostatních kanálech, např. filmy pro náročné či festivalové snímky.
V září 2018 došlo ke kompletnímu restylingu celého kanálu. Změnilo se nejenom logo které je kulaté s číslovkou 4 uprostřed, ale především se kompletně změnil programming.
Kanál se v mnohem větší míře zaměřuje na publicistiku, diskusní pořady o politice, talk show a dokumentární filmy a pořady o přírodě.

## Seriály
- Life (Německo)
- Saint Tropez (Francie)
- Doktor z hor (Německo)
- Siska (Německo)
- Bones (USA)
- Sladká Laura (Německo)
- Walker, Texas Ranger (USA)
- Tak jde čas (USA)
- Florent (Francie)
- Poirot (Velká Británie)
- Psych (USA)
- Komisař Moulin (Francie)
- Wolff (Německo)